# Suchomasty
Suchomasty (en allemand : Suchomast) est une commune du district de Beroun, dans la région de Bohême-Centrale, en Tchéquie. Sa population s'élevait à 483 habitants en 2020.

## Géographie
Suchomasty se trouve à 6 km à l'est-sud-est de Zdice, à 9 km au sud-sud-ouest de Beroun et à 34 km au sud-ouest de Prague.
La commune est limitée par Tmaň et Koněprusy au nord, par Měňany et Vinařice à l'est, par Bykoš et Libomyšl au sud, et par Málkov à l'ouest.

## Histoire
La première mention écrite de la localité date de 1088.

## Patrimoine

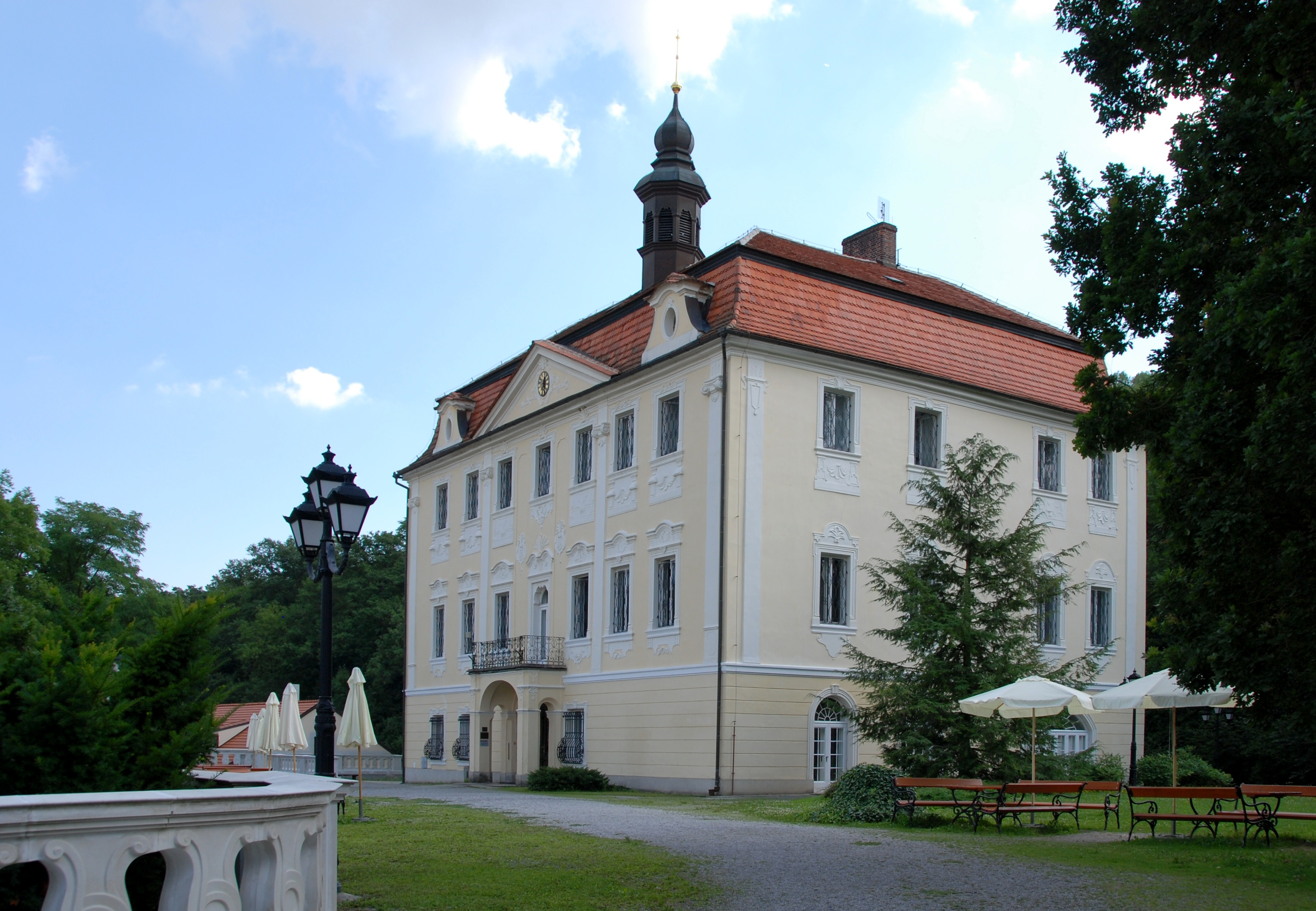
Château de Suchomasty.